# Saxifraga x luteo-purpurea
Saxifraga x luteo-purpurea es una planta herbácea de la familia de las saxifragáceas.
Es un híbrido compuesto por las especies Saxifraga aretioides y Saxifraga media.

## Taxonomía
Saxifraga x luteo-purpurea fue descrita por Philippe-Isidore Picot de Lapeyrouse y publicado en Fig. Fl. Pyrénées 29 1801.
Etimología
Saxifraga: nombre genérico que viene del latín saxum, ("piedra") y frangere, ("romper, quebrar"). Estas plantas se llaman así por su capacidad, según los antiguos, de romper las piedras con sus fuertes raíces. Así lo afirmaba Plinio, por ejemplo.
luteo-purpurea: epíteto latíno que significa "dorado-púrpura"
Sinonimia
- Chondrosea luteopurpurea Haw.

Cultivares
- Saxifraga x luteo-purpurea nm. ambigua  (DC.) Horný, Soják & Webr
- Saxifraga x luteo-purpurea nm. aurantiaca  (Sünd.) Horný, Soják & Webr
- Saxifraga x luteo-purpurea nm. erubescens  (Sünd.) Horný, Soják & Webr
- Saxifraga x luteo-purpurea nm. flavescens  (W. Irving & R. A. Malby) Horný, Soják & Webr
- Saxifraga x luteo-purpurea nm. godroniana  (W. Irving & R. A. Malby) Horný, Soják & Webr
- Saxifraga x luteo-purpurea nm. grandiflora  (Sünd.) Horný, Soják & Webr
- Saxifraga x luteo-purpurea nm. grenieri  (W. Irving & R. A. Malby) Horný, Soják & Webr
- Saxifraga x luteo-purpurea nm. lapeyrousii  (D. Don) Horný, Soják & Webr
- Saxifraga x luteo-purpurea nm. luteo-purpurea
- Saxifraga x luteo-purpurea nm. parviflora  (Sünd.) Horný, Soják & Webr
- Saxifraga x luteo-purpurea nm. racemiflora  (W. Irving & R. A. Malby) Horný, Soják & Webr
- Saxifraga x luteo-purpurea 'Bizourtouse'
- Saxifraga x luteo-purpurea 'Corso'
- Saxifraga x luteo-purpurea 'Ambigua'
- Saxifraga x luteo-purpurea 'Chrysoleuca'
- Saxifraga x luteo-purpurea 'Ochroleuca'